# Triozocera mexicana
Triozocera mexicana är en insektsart som beskrevs av Pierce 1909. Triozocera mexicana ingår i släktet Triozocera och familjen Corioxenidae. Inga underarter finns listade i Catalogue of Life.

## Bildgalleri

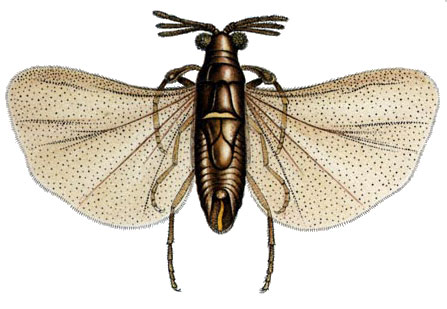